# Microthripa baeota
Microthripa baeota är en fjärilsart som beskrevs av Turner 1902. Microthripa baeota ingår i släktet Microthripa och familjen trågspinnare. Inga underarter finns listade i Catalogue of Life.